# Anke Feuchtenberger
Anke Feuchtenberger, född 1963 i Öst-Berlin, tysk serieskapare med en drömlik, poetisk stil. Publicerad i Sverige i C'est Bon Anthology, utgiven av C'est Bon Kultur. Hennes första egna publikation, Herzhaft – lebenslänglich utkom 1993. Andra verk är bland andra Mutterkuchen, Die Hure H, Die Biographie der Frau Trockenthal, Der Palast och Die kleine Dame (med Katrin de Vries). De flesta verken har getts ut på Jochen Enterprises.